# ويلتون هاك
ويلتون هاك (بالإنجليزية: Wilton Hack)‏ هو مستشرق أسترالي، ولد في 1843، وتوفي في 27 فبراير 1923.